# 여름의 끝자락
"여름의 끝자락"는 2015년에 제작한 대한민국 단편영화이다.

## 캐스팅
- 윤금선아 : 주연 역
- 신우희
- 연지해
- 강영구 : 수의사 역
- 최용현